# 水野忠丘
水野 忠丘（みずの ただおか、寛永18年（1641年）- 宝永4年12月4日（1707年12月27日））は、江戸時代の旗本。水野成貞の次男。母は蜂須賀至鎮の娘・正徳院。通称は又八郎。初名、成春。室は幡頭小笠原氏の娘。

## 生涯
寛文4年（1664年）3月27日、兄の水野成之に連坐し、母・正徳院とともに蜂須賀光隆に預けられた。元禄元年（1688年）7月末日に赦され、蜂須賀綱矩のもとに居候した。
元禄13年（1700年）5月20日に召し出されて小普請となり、翌年12月初日に将軍徳川綱吉に拝謁を許され、25日に蔵米300俵を賜った。
宝永4年、67歳で没した。法名は義英。墓所は三田の功運寺（現在は中野区上高田）。家督は子の水野忠位（ただつら）が継いだ。忠位の没したのちは、その子の忠豊が継いだが7歳で早世、忠丘の四男で忠位の弟の水野勝美が継いだ。